# Roberto Dietrich
Roberto Dietrich (* 9. Juni 1964 in Cisnădie) ist ein rumänischer Politiker der PNL.
Dietrich rückte am 11. Juni 2014 für den ausgeschiedenen Ovidiu Ioan Silaghi in das Europäische Parlament nach, verlor sein Mandat aber mit Beginn der neuen Wahlperiode am 1. Juli 2014.